# Josef Kalus (fotbalový trenér)
Josef Kalus (* 14. května 1940) je bývalý český fotbalista a fotbalový trenér.

## Hráčská kariéra
Fotbal hrál ve druhé lize za Vítkovice.

## Trenérská kariéra
Po skončení hráčské kariéry se stal trenérem ve Vítkovicích. V československé lize působil v sezonách 1981/82 až 1984/85 a v letech 1991-1993 v týmu TJ Vítkovice jako asistent trenéra, především Jiřího Dunaje. Na konci sezony 1994/95 působil jako asistent Jiřího Dunaje ve druhé lize v týmu ČSK Uherský Brod. V Baníku Havířov jako asistent trénoval čtyři roky Pavla Vrbu. Dále působil dva roky v ZŤS Košice jako asistent. Poté odešel do Austrálie.